# 菜鸟警察
《菜鸟警察》（英語：Rookie Blue），又译《雏鹰展翅》，是一部加拿大警匪片电视剧，于2010年6月24日起在加拿大環球電視和美国广播公司播出。2015年10月16日，ABC、環球電視與Entertainment One宣布取消本劇。

## 演员和角色

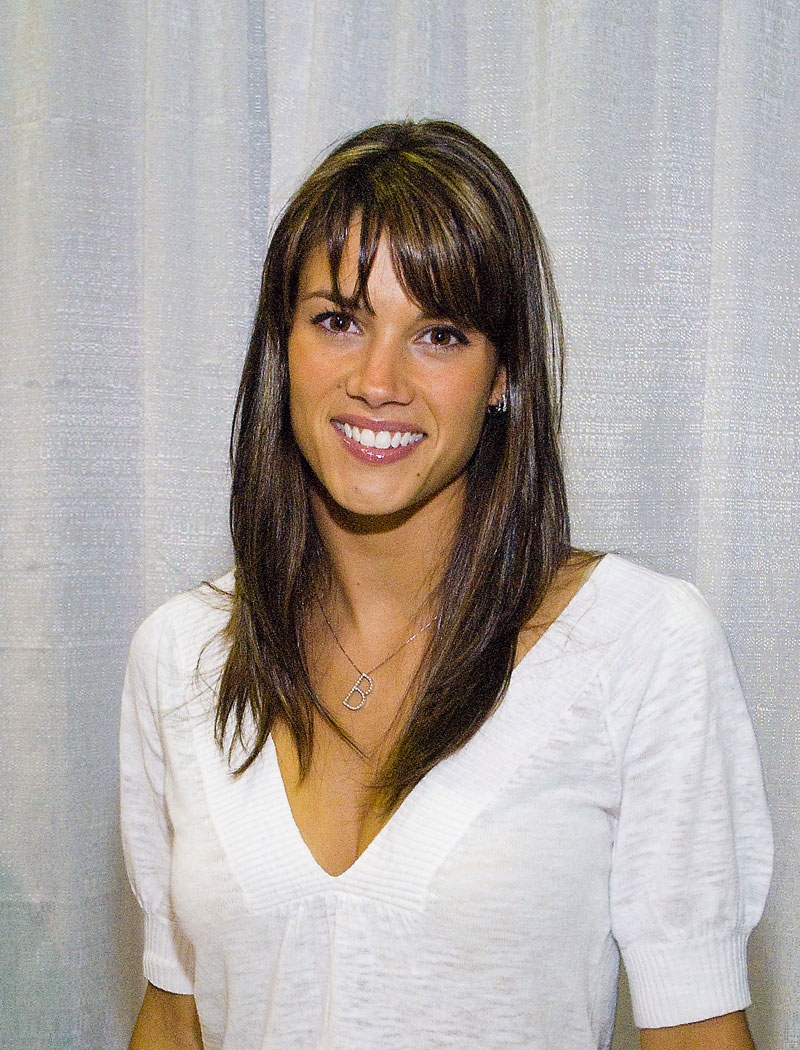
Melissa "Missy" Peregrym

- Andy McNally – The Rescuer（Missy Peregrym飾演）

為人聰敏，是團隊中的靈魂人物，也是理想主義者，以為世界一切都是美好，由於太容易易相信別人而惹禍；十二歲時，母親離家出走，由她的父親Tommy扶養長大。Tommy是一名退休警察，經常醉酒，不是好警察，亦不是親切的父親。Andy積極樂觀，一直希望擺脫父親的舊路，當個出色的警察。加入警局團隊後，除了面對更多的挑戰，她也獲得從未有過的家庭歸屬感。Andy表現傑出，因為她相信她可以讓世界變得更美好，勇於挑戰，拯救他人，但她發現並非所有人都想被拯救。
- Traci Nash – The Balls（Enuka Okuma飾演）

在貧困的社區中長大，她熱衷派對同時也是一名單親母親，她一直對同僚們隱瞞自己有一名六歲大兒子的秘密。Traci Nash是Andy警校的死黨，像Andy一樣，她聰明反應靈敏，認真努力，表現傑出。儘管她給人充滿自信，冷靜沉穩的感覺，但其實她內心深處有著強烈的不安全感，一直擔心她是否能塑造全新自我，是否能夠在私人生活和工作兩方保持平衡。雖然是他們五名菜鳥中唯一沒上過大學的，但她的生活智慧彌補了她較低的教育程度，能夠了解社會各階層人士的生活，這對辦案來說，是非常有用的能力。
- Dov Epstein – The Thrill Seeker（Gregory Smith飾演）

在嬉皮父母的家庭中成長，8歲時迷上「警網雙雄」，想要和他們一樣開快車和開槍射擊，因此立志成為警察，並希望成年禮可以獲得一把手槍，但當然他是不可能擁有的。他盡其所能用他的瑞典教學玩具交換高蛋白質飲料和警車模型，在上警校之後，他遇見了他的死黨和現在的室友Chris。對於能夠實現小時候的夢想，當一名警察感到特別興奮。他悟性高及為人幽默，但卻自大衝動。他逐漸意識到當警察並不只是像警探辦案影集裡那樣舉槍捉賊如此簡單，出任務時他必須要做出攸關人命的關鍵決定。
- Chris Diaz – The Poster Boy（Travis Milne飾演）

從小立志穿上警察制服，當一名鏟奸除惡，捍衛正義的優秀員警，他用盡全力來完成他的夢想。相貌堂堂，身材壯碩，如同一位中量級拳擊手，Chris在校是風雲人物，任何考試測驗都輕而易舉通過，就連教授老師都把他當作自己人一樣。雖然受到女生歡迎，但他還是深愛著在家鄉的女友，原本有意結婚，但後來當上了警察，他才了解到穿上這一身制服所帶來重責大任，並且受到死黨室友Dov的影響，他認為或許不用那麼早定下來成家。

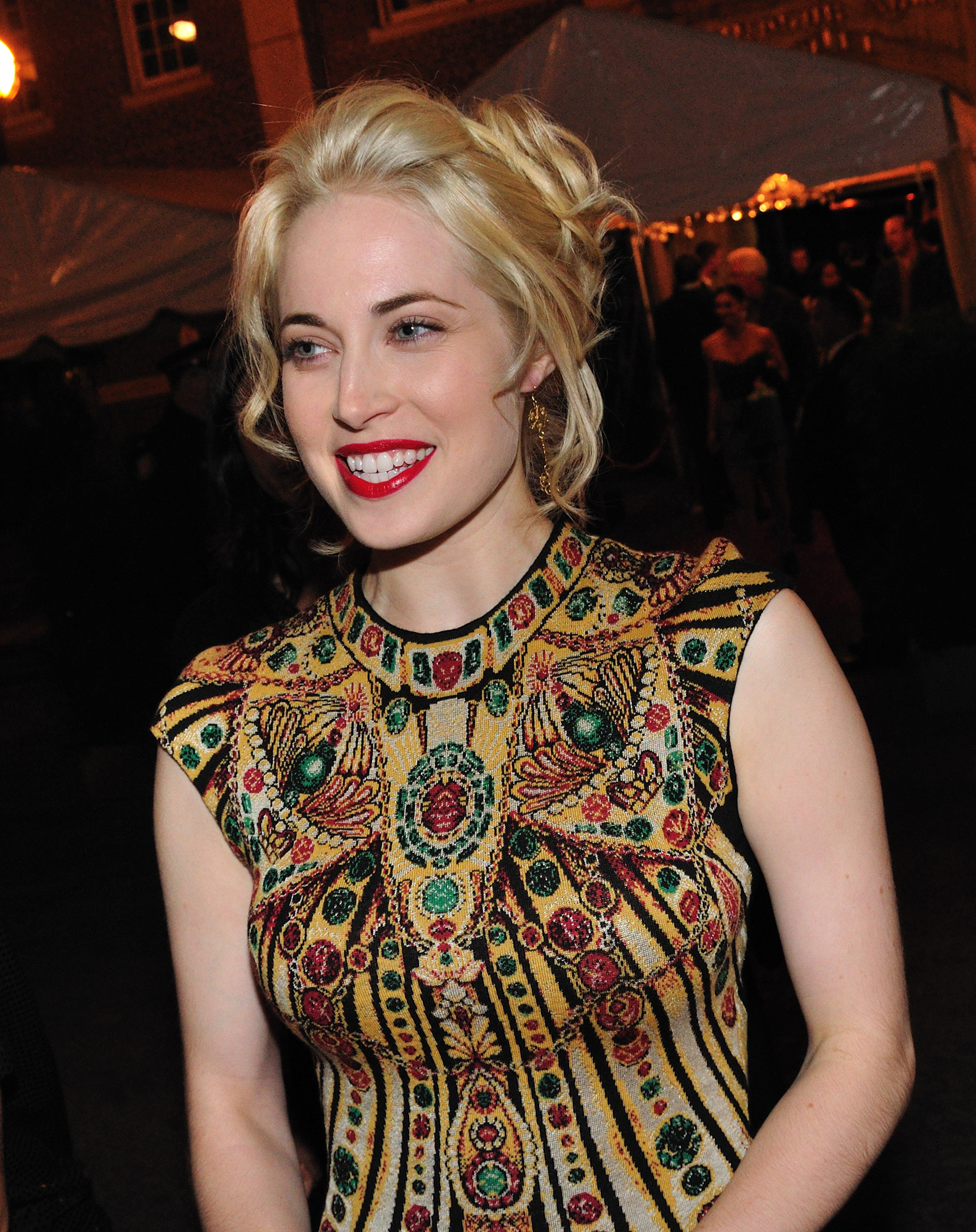
Charlotte Sullivan

- Gail Peck – The Politico（Charlotte Sullivan飾演）

不要相信Gail，或許她看起來很聰明，但她同時是個狡猾的雙面人，不僅僅扭曲事實，吞下別人的功勞，她是號危險人物。在校時，成績優異，她的目標是將來成為警局長官。但她必須先克服她不足的社會歷練，她喜惡分明，認為非黑即白，但除了優異的成績外，如此她還不足以成為一名真正優秀的警察，而且對自我保護過度的她來說，當個警察其實是滿危險的。有野心，希望努力向上爬的她時常操弄同事來彌補自身的不足，獲得自身最大的利益。

## 获奖和提名
| 年份 | 奖项     | 类别               | 提名对象              | 结果 |
| ---- | -------- | ------------------ | --------------------- | ---- |
| 2011 | 双子座奖 | 最佳电视剧剧本     | 菜鸟警察              | 提名 |
| 2011 | 双子座奖 | 最佳电视剧常设角色 | Matt Gordon           | 提名 |
| 2011 | 双子座奖 | 最佳电视剧常设角色 | Noam Jenkins          | 提名 |
| 2011 | 双子座奖 | 最佳电视剧女配角   | Melanie Nicholls-King | 提名 |
| 2011 | 双子座奖 | 最佳电视剧女配角   | Enuka Okuma           | 提名 |
| 2012 | 棱镜奖   | 在电视剧情节的表现 | Missy Peregrym        | 待定 |
| 2012 | 棱镜奖   | 电视剧系列情节     | 菜鸟警察              | 待定 |